# Neville Stack
Sir Thomas Neville Stack KCB CVO CBE AFC (* 19. Oktober 1919 in Sidcup, Kent; † 26. Januar 1994 in London) war ein britischer Luftwaffenoffizier der Royal Air Force, der zuletzt im Range eines Generals (Air Chief Marshal) von 1976 bis 1978 Luftwaffensekretär (Air Secretary) im Luftfahrtministerium war.

## Leben

### Pilotenausbildung und Zweiter Weltkrieg
Stack, Sohn des Testpiloten und Luftfahrtpioniers T. Neville Stack, begann nach dem Besuch des renommierten 1568 gegründeten St Edmund’s College in Ware 1937 seine fliegerische Ausbildung als Flight Cadet am RAF College Cranwell, der Offizierschule der britischen Luftstreitkräfte. Während seiner Ausbildung gehörte er den College-Mannschaften in Cricket und Squash an und wurde bei seinem Abschluss für seine herausragenden Leistungen mit dem Ehrendolch (Sword of Honour) des RAF College ausgezeichnet. 
Nach Abschluss der Ausbildung wurde er am 29. Juli 1939 als Berufssoldat (Permanent Commission) in die RAF übernommen und zum Leutnant (Pilot Officer) befördert. Während des Zweiten Weltkrieges diente er als Pilot von Flugbooten in verschiedenen Einheiten des Küstenkommandos (RAF Coastal Command) und wurde am 3. September 1940 zum Oberleutnant (Flying Officer) befördert.

### Stabsoffizier in der Nachkriegszeit
Kurz vor Kriegsende wurde Stack am 1. Januar 1945 Stabsoffizier für Navigation im Hauptquartier des RAF Coastal Command und wurde für seine militärischen Verdienste am 14. Juni 1945 im Kriegsbericht erwähnt (Mentioned in dispatches). Ferner wurde er 1945 auch Fellow der Royal Meteorological Society (FRMetS). Am 21. Mai 1946 wurde er zum Hauptmann (Flight Lieutenant) befördert, wobei diese Beförderung auf den 29. Januar 1943 zurückdatiert wurde. Bereits wenige Monate später erfolgte am 1. Oktober 1946 seine Beförderung zum Major (Squadron Leader). Des Weiteren wurde ihm für seine Verdienste am 27. Juni 1947 das Ritterkreuz des belgischen Orden Leopolds II. mit Palmen verliehen sowie mit dem belgischen Croix de Guerre geehrt.
Stack wurde am 1. Januar 1951 zum Oberstleutnant (Wing Commander) befördert und wechselte 1954 als Offizier zum Transportkommando im Fernen Osten. Für seine fliegerischen Verdienste wurde er am 1. Januar 1957 mit dem Air Force Cross (AFC) ausgezeichnet. Am 3. Juni 1957 wechselte er als Stabsoffizier für Transportunterstützung in das Hauptquartier des Lufttransportkommandos (RAF Transport Command) und erhielt dort knapp einen Monat später am 1. Juli 1957 seine Beförderung zum Oberst (Group Captain). Am 15. Juli 1959 übernahm er den Posten als Copilot des Flugzeug-Schwarms von Königin Elisabeth II. (Deputy Captain of the Queen’s Flight).
Danach wurde Stack am 4. Dezember 1962 als Senior Air Staff Officer (SASO) Chef des Stabes der No. 224 Group RAF. Als solcher wurde er am 1. Januar 1963 zum Air Commodore befördert und zum Commander des Royal Victorian Order (CVO) ernannt.

### Aufstieg zum Air Chief Marshal
Stack übernahm am 3. Mai 1965 den Posten als Chef des Stabes des Flugausbildungskommandos (RAF Flying Training Command). Während dieser Verwendung wurde er am 12. Juni 1965 auch Commander des Order of the British Empire (CBE) und am 1. Januar 1966 zum Generalmajor (Air Vice Marshal) befördert. Als Nachfolger von Air Vice Marshal Ian Lawson wurde am 1. Februar 1967 Kommandant des RAF College Cranwell und verblieb auf diesem Posten bis zu seiner Ablösung durch Air Vice Marshal Desmond Hughes am 9. März 1970. Während dieser Zeit wurde er am 1. Januar 1969 Companion des Order of the Bath (CB) sowie 1970 Fellow des British Institute of Management (FBIM).
Am 23. März 1970 erfolgte seine Ernennung zum Ständigen Militärischen Vertreter Großbritanniens bei der Central Treaty Organization (CENTO) und erhielt dort wenige Monate später am 1. Juli 1970 seine Beförderung zum Generalleutnant (Air Marshal). Am 1. Januar 1972 wurde er zum Knight Commander des Order of the Bath (KCB) geschlagen und führte seitdem den Namenszusatz „Sir“. Danach wurde er am 21. Dezember 1972 Nachfolger von Air Marshal Leslie Mavor als Kommandierender General (Air Officer Commander in Chief) des Luftausbildungskommandos (RAF Training Command). Daneben war er vom 2. Mai 1976 bis zum 11. Februar 1978 Aide-de-camp (ADC) von Königin Elisabeth II. für die Luftwaffe. Sein Nachfolger als Kommandierender General des Luftausbildungskommandos wurde am 31. Januar 1976 Air Marshal Rex Roe.                 
Zuletzt wurde Stack am 28. Februar 1976 Nachfolger von Air Chief Marshal Derek Hodgkinson als Luftfahrtsekretär (Air Secretary) und damit als Verantwortlicher für die Laufbahnplanung, Beförderungen und Ernennungen von Offizieren der RAF im Luftfahrtministerium (Air Ministry). Auf diesem Posten wurde er am 2. Mai 1976 zum General (Air Chief Marshal) befördert und verblieb in dieser Funktion bis zu seinem Ausscheiden aus dem aktiven militärischen Dienst am 11. Februar 1978. Der Posten des Air Secretary wurde danach nicht erneut besetzt und blieb bis 1983 vakant.
Nachdem Stack auf eigenen Wunsch in den Ruhestand trat, wurde er Generaldirektor der Asbestos International Association. Daneben engagierte er sich zwischen 1978 und 1990 als Mitglied des Verwaltungsrates des Wellington College in Berkshire. 1978 wurde er zudem Gentleman Usher to the Queen sowie nach Erreichen des siebzigsten Lebensjahres 1989 Extra Gentleman Usher to the Queen. Darüber hinaus war er seit 1984 bis zu seinem Tod 1994 Präsident der Ehemaligenvereinigung des RAF College Cranwell (Old Cranwellian Association). Schließlich war er auch Mitglied (Liveryman) der Gilde der Piloten und Navigatoren (Guild of Air Pilots and Air Navigators) und Ehrenbürger (Freeman) der City of London.